# Charlot macchinista
Charlot macchinista (Behind the Screen), conosciuto anche come Charlot operatore, è un film interpretato, diretto e prodotto da Charlie Chaplin; fu proiettato la prima volta il 13 novembre 1916.
Evoluzione raffinata delle precedenti comiche che Chaplin realizzò per la Keystone, Charlot entra nel cinema e Charlot sulla scena, e per la Essanay, Charlot principiante.

## Trama

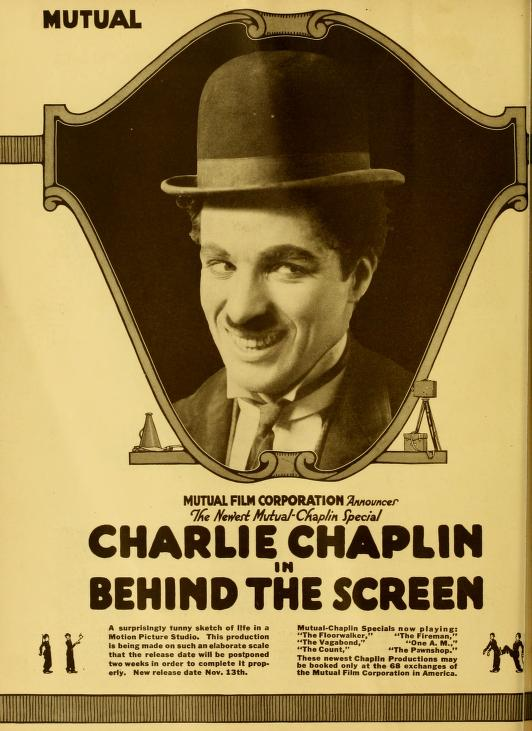
Locandina promozionale

Assistente di un gigantesco attrezzista, Charlot, svolge anche il lavoro del principale prestando l'opera nei vari set in allestimento, o meglio in distruzione, nonostante le buone intenzioni dell'omino, che inciamperà ripetutamente nella macchina da presa, seppellirà regista e comparse sotto un'enorme colonna di cartapesta nello spostamento da un luogo all'altro e precipiterà uno dopo l'altro quanti sosteranno sulla botola il cui meccanismo di apertura e chiusura gli è stato affidato dall'irresponsabile regista. Una giovane vorrebbe fare del cinema, ma non viene presa in considerazione: approfitterà dello sciopero proclamato dalle maestranze degli studios (scesi in agitazione per essere stati troppo bruscamente svegliati, e richiamati al dovere, dalla pennichella successiva la pausa pranzo) per impossessarsi dei loro abiti di lavoro e, travestitasi da operaio, accedere agli studios.
La pausa pranzo concede un po' di meritato riposo all'assistente attrezzista che consumerà il suo frugale spuntino accomodandosi a fianco di un volgare compagno intento a consumare un pesante e puzzolente piatto di cipolle dal cui lezzo tenterà di difendersi, Charlot, indossando un elmo medievale, nutrendosi attraverso le feritoie, del cui pasto però approfitterà scarnificando, di nascosto, un enorme e incredibile osso che il proprietario si sta mangiando dopo le cipolle.
Causa lo sciopero e lo strabismo di un attore incapace di inquadrare l'avversario, Charlot e il suo principale vengono chiamati dal regista del film comico in allestimento a ricoprire la parte di due contendenti che si affrontano a torte in faccia; particolarmente abile risulterà l'assistente nel centrare il bersaglio estendendolo anche a buona parte della troupe. La ragazza, travestita da operaio fa conoscenza di Charlot che la sorprende in un attimo di rilassamento con una chitarra in mano accompagnandosi nel canto, e derisa dall'assistente attrezzista quando, con gesto automatico e civettuolo, si incipria il volto. Vorrebbe ricorrere all'aiuto dell'operaio (femmina) il grasso regista per farsi rammendare i pantaloni scucitisigli proprio sul sedere causa i capitomboli procuratigli da Charlot; alla vista dell'uomo e delle sue intimità l'operaio ha un mancamento, prontamente Charlot impugna il berretto (sotto al quale l'operaio celava i lunghi capelli inequivocabilmente femminili) per farle un po' d'aria e scopertone con piacere la vera natura femminile, arditamente prende a sbaciucchiarla ricambiato dalla ragazza che contemporaneamente e fulmineamente si risistema il berretto. Sopraggiunge il principale che alla vista delle effusioni presunte omosessuali si abbandona alla propria natura vistosamente effeminata a dispetto della mole fisica.
Gli scioperanti gettano un barile di dinamite sul set: l'esplosione conseguente distrugge gli studios e chiude il film.

## Curiosità

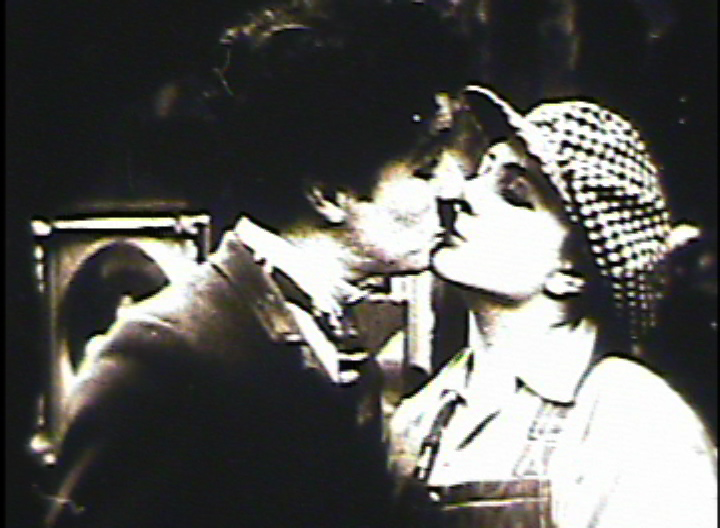
Charlot bacia Edna travestita da ragazzo

È rimasto famoso per l'esplicita scena omosessuale in cui Charlot e il ragazzo (in realtà travestimento di Edna) si sbaciucchiano colti in flagrante dal principale che rimprovera il suo assistente a sua volta con marcato atteggiamento effeminato e al termine di alcuni volteggi e passi di danza porge a Charlot il proprio deretano prontamente centrato da una poderosa pedata di questi.